# Sulla quadruplice radice del principio di ragion sufficiente
Sulla quadruplice radice del principio di ragion sufficiente (Über die vierfache Wurzel des Satzes vom zureichenden Grunde) è un trattato del 1813 con il quale Arthur Schopenhauer si laureò all'università di Jena e che, in un certo modo, costituisce la chiave di volta per la comprensione di tutto il suo successivo sistema filosofico.

## Il titolo
Il titolo dell'opera, come dichiarato dall'autore stesso, intende riferirsi a «un'espressione comune di più conoscenze date a priori», conoscenze che di seguito si tenterà d'illustrare. Basterà qui ricordare la definizione che Christian Wolff dà dello stesso principio di ragione sufficiente, definizione che Schopenhauer riprende in via provvisoria e che qui di seguito si riporta: «Niente è senza una ragione per la quale sia piuttosto che non sia», ovvero: niente è senza una ragione per cui sia. In buona sostanza, "principio di ragion sufficiente" indica sempre, qui e in Schopenhauer, il diritto a chiedere: «Perché?», ciò che poi a ben vedere risulta essere una delle facoltà forniteci a priori nell'intelletto, oltre che una delle prerogative principali delle scienze comunemente intese.
Nell'approcciare ognuna delle seguenti classi di rappresentazione sarà sempre possibile, dunque, applicare tale principio, chiedendosi effettivamente ogni volta il perché, nello specifico, del divenire, del conoscere, dell'essere, dell'agire: a questo dunque intende riferirsi il filosofo adottando la definizione di "quadruplice radice", ovvero ad un insieme di conoscenze che effettivamente si differenziano l'una dall'altra in quanto all'oggetto conosciuto, ma ciononostante dimostrano, ad una più attenta analisi, di possedere un comune sostrato nella facoltà intellettiva.

## Il principio di ragion sufficiente

### Principium rationis sufficientis fiendi
Principio di ragione sufficiente del divenire, noto anche come legge di causalità (modificazione reciproca degli stati della materia), che il filosofo inserisce, assieme a tempo e spazio, tra le forme date a priori nell'intelletto umano. Tutti gli oggetti che contribuiscono a creare il complesso della realtà sperimentabile sono, rispetto al cominciare e cessare dei loro stati, legati tra loro per mezzo di tale principio; se subentra un nuovo stato di uno o più di questi oggetti "reali", bisogna che un altro lo abbia preceduto, e che ad esso faccia seguito uno nuovo, il tutto nella più perfetta necessità. Tali seguire e conseguire rappresentano ciò che più comunemente si usa indicare sotto il concetto di rapporto causa-effetto. Se ad esempio un qualsiasi corpo inizia un processo di combustione, è necessario che esso sia preceduto da:
- uno stato di affinità con l'ossigeno;
- uno stato di contatto con l'ossigeno;
- uno stato di aumento della temperatura.

Poiché, non appena questi stati della materia si verificano, deve immediatamente conseguirne la combustione, e però essa si manifesta solo adesso e non può dunque essere stata sempre presente, essa dev'essersi verificata solo ora: questo prodursi di un'alterazione nella condizione originaria della materia viene solitamente indicato con il termine modificazione. Dunque la legge di causalità sta in rapporto esclusivo con le modificazioni e ha sempre e solo a che fare con queste. Ogni effetto è, nel suo verificarsi, una modificazione e dà un'indicazione pressoché infallibile su un'altra modificazione ad essa precedente che, in relazione all'effetto stesso, rappresenta la causa ma che a sua volta, in relazione ad una terza modificazione anteriore ad entrambe, si chiama nuovamente effetto: questa concatenazione logica è ciò che si intende quando si fa riferimento alla catena causale.
Le singole diverse determinazioni, che solo considerate assieme completano e costituiscono la causa, possono essere dette momenti causali o anche condizioni e perciò si può scomporre la causa in tali sue parti costituenti (ciò che poi auspicano di conseguire le scienze tutte comunemente intese). Tali modificazioni degli stati della sostanza (e non mai della sostanza stessa, che come si sa è perenne) divengono successivamente percepibili (dunque rappresentabili) in quanto affezioni che ineriscono agli organi costituenti il nostro apparato sensoriale che, inviando una serie di impulsi lungo la corteccia cerebrale, fornisce al nostro intelletto la capacità di rappresentazione della realtà oggettiva. 
Ciò stabilito, Schopenhauer è a questo punto libero di portare il filo logico delle sue riflessioni alle sue estreme conseguenze, attaccando direttamente Cartesio - che tenta di negare la necessità di trovare una causa per la stessa esistenza di Dio semplicemente attribuendogli il vago concetto dell'immensitas - e Spinoza  che, nonostante sia allievo di Cartesio, non viene in chiaro con il pensiero del maestro e preferisce definire Dio come causa sui, la causa di tutte le cause, il che equivale a dire: una causa che si pone al di fuori della stessa catena causale; ovviamente una contradictio in adjecto. Dalla legge di causalità risultano inoltre due importanti corollari: la legge di inerzia e la legge di persistenza della sostanza.
La prima afferma che ogni stato della materia, dunque tanto la quiete quanto il suo moto di qualsiasi tipo, persevera senza crescere né diminuire anche per tutta l'eternità del tempo e per tutta l'infinità dell'universo se non interviene una qualsiasi causa ad alterarlo o farlo cessare. La legge di permanenza della sostanza consegue invece dal fatto che la legge di causalità è applicabile solo e soltanto agli stati della materia, agli stati dei corpi, cioè alla loro quiete o al loro movimento, alla loro forma e qualità d'ogni genere, al nascere e al perire nel tempo dei fenomeni (e solo dei fenomeni), e nient'affatto all'esistenza del "portatore" di questi stati, la sostanza appunto: essa persiste, non può né nascere né perire, il suo quantuum non può cioè essere aumentato o diminuito (conoscenza di cui, afferma Schopenhauer, noi siamo dotati a priori). Dall'infinita catena delle cause e degli effetti rimangono perciò intatte due sole cose: 
- la materia informe, che non s'è cioè ancora manifestata in un fenomeno o un ente, e che è anzi l'unico medium per mezzo del quale la legge di causalità può esternarsi;
- le forze naturali originarie, a cui - afferma il filosofo - è inutile tentare di dare una spiegazione causale, essendo tali forze il sostegno stesso su cui si fonda l'esistenza della medesima catena di causa ed effetto. Ovvero: è illogico, e denota mancanza di riflessione, chiedere il perché del diritto di chiedere perché.

### Principium rationis sufficientis cognoscendi
Principio di ragione sufficiente del conoscere, noto come Ragione e definito come capacità di concatenazione o opposizione di concetti astratti (il che vuol dire lontani nel tempo e nello spazio) nella forma sintetica d'un giudizio, da cui discende necessariamente la relativa conferma della giustezza di esso per affinità ad una delle quattro verità:
- Verità logica o formale, allorché un giudizio fonda la sua ragione su un altro giudizio ritenuto sempre valido, ovvero dimostra la sua esattezza rispetto a questo con l'adozione di un terzo, procedere nel qual modo viene poi definito sillogizzare. Un giudizio è dotato di verità logica o formale anche nel caso in cui manifesti accordo con una delle quattro note leggi del pensiero:

1. Principio di identità [es: "il triangolo è uno spazio delimitato da tre linee"];
2. Principio di non contraddizione [es: "nessun corpo è senza estensione"];
3. Principio del terzo escluso [es: "ogni giudizio è vero o non-vero"];
4. Principio di ragione sufficiente del conoscere [es: "se esprimo un giudizio, devo per necessità motivarlo" o, più sinteticamente, affirmanti incumbit probatio];

- Verità empirica, in quanto una rappresentazione della prima categoria qui analizzata, cioè un'intuizione dovuta all'apparato sensibile, può a sua volta essere la ragione di un giudizio. Allora il giudizio assume una verità materiale e questa invero è verità empirica.
- Verità trascendentale, essendo le forme della conoscenza intuitiva, forniteci a priori dall'intelletto (spazio, tempo e causalità = principium individuationis), requisiti essenziali di ogni esperienza, esse possono divenire ragione di un giudizio, che ha di nuovo verità materiale, e ciò non solo in seno alla mera esperienza, ma come risultato delle condizioni stesse che questa governano. Esempi di tali giudizi sono proposizioni come: «due linee rette non racchiudono uno spazio», «niente accade senza causa», «3 x 7 = 21», «la materia non nasce e non perisce».
- Verità metalogica, che si prefigura allorché la ragione di un giudizio riposa nelle condizioni formali di ogni pensare insite nella Ragione. I giudizi di verità metalogica sono quattro, e sono stati chiamati leggi di ogni pensare. Essi sono i seguenti:

1. Un soggetto è uguale alla somma dei suoi predicati, per  cui A = A;
2. Non si può negare e al contempo attribuire un predicato a un soggetto, ovvero A = -A = 0;
3. Di due predicati contraddittori opposti, uno dev'essere attribuito ad ogni soggetto;
4. La verità è il rapporto di un giudizio con qualcosa posto al di fuori di esso, che noi indichiamo come ragione sufficiente.

Che questi giudizi siano espressione della condizione di ogni pensare sano e lucido, afferma Schopenhauer, risulta chiaro dal fatto che pensare in contrasto con essi è così poco possibile come il pretendere di muovere le proprie membra in senso contrario rispetto alle relative articolazioni.

### Principium rationis sufficientis essendi
Principio di ragione sufficiente dell'essere, costituito dalla parte formale delle rappresentazioni complete ed empiriche già viste nella prima classe, dunque dalle intuizioni date a priori delle forme del senso interno ed esterno, spazio e tempo. Esse sono di per sé, in quanto intuizioni pure, oggetti della facoltà di rappresentazione, ma differiscono dalla prima classe di oggetti empirici appunto per il grado di purezza e dunque per il fatto di non richiedere l'intervento della materia (e delle sue relative modificazioni di stato) affinché risultino intuibili; ovvero: se nella prima classe di rappresentazioni (intuitive, empiriche) le forme di spazio e tempo vengono intuite in quanto "riempite" dalla materia, in questa terza classe la facoltà rappresentativa rinuncia alla sostanza per divenire pura intuizione di rapporti spazio-temporali, che dunque si riduce qui a manifestazione di quei rapporti indissolubili che caratterizzano le interazioni fra queste due forme del conoscere. Più nel dettaglio, il principio di ragione dell'essere viene  sviluppato da Schopenhauer nel modo seguente:
- Ragione dell'essere nello spazio: nello spazio, dalla posizione di ogni parte di esso, diciamo di un dato corpo rispetto ad un altro, è assolutamente determinata la sua posizione anche rispetto ad ogni altro corpo possibile, sicché quest'ultima posizione sta alla prima nello stesso rapporto di una conseguenza con la sua ragione. Poiché ogni corpo (o linea o punto) è, quanto alla sua posizione, insieme determinato da tutti gli altri e determinante dei medesimi, è puro arbitrio considerare un qualsiasi corpo solo in quanto determina gli altri e non in quanto ne è determinato. La posizione di ciascuno di essi rispetto a qualunque altro ammette la domanda circa la sua posizione rispetto a un qualsiasi terzo, in forza della quale seconda posizione la prima è necessariamente quella che è;
- Ragione dell'essere nel tempo: nel tempo ogni momento è condizionato dal precedente, in quanto esso ha una sola dimensione e dunque non può esservi una molteplicità di relazioni. Ogni momento è condizionato dal precedente, solo attraverso quello si può giungere al seguente; solo in quanto questo è stato, un altro adesso è. Su questa connessione delle parti del tempo si fonda ogni calcolo: ogni numero presuppone quelli precedenti come ragioni del suo essere, da cui discende ad esempio che al numero dieci posso giungere soltanto attraverso tutti i precedenti. Allo stesso modo la geometria è fondata sulla connessione della posizione delle parti dello spazio: essa sarebbe dunque, propriamente, la conoscenza intuitiva di tale connessione.

### Principium rationis sufficientis agendi
Questa quarta classe di oggetti della facoltà di rappresentazione è particolarmente cara al sistema schopenhaueriano, in quanto ad esser preso qui in considerazione è un oggetto soltanto, immediatissimo, oggetto per il soggetto interno che, come tale, si prefigura come soggetto del volere. Schopenhauer parte da questa considerazione: ogni conoscenza presuppone imprescindibilmente un soggetto conoscente e un oggetto conosciuto; la cosa si ripete anche passando nell'ambito dell'autocoscienza, sicché anche qui abbiamo un conoscente e un conosciuto: quest'ultimo è adesso solo ed esclusivamente Volontà.
Discende da ciò che il soggetto conoscente conosca qui sé stesso soltanto come soggetto volente, mai come soggetto di conoscenza, in base al principio che l'Io portatore di rappresentazioni, soggetto del conoscere, essendo condizione delle stesse rappresentazioni, non può divenire esso stesso rappresentazione e dunque oggetto. Tale principio è del resto già enunciato nei testi sacri dell'induismo, le Upaniṣad, con queste parole:
Il soggetto del conoscere non può dunque mai essere conosciuto, mai può esso divenire rappresentazione. Poiché tuttavia noi disponiamo non solo di una conoscenza esterna (grazie all'intuizione sensibile), ma anche di un'autoconoscenza interna, e però anche qui si dà come necessaria la compresenza di conoscente e conosciuto, ad essere conosciuto è adesso il soggetto volente, la Volontà. «Se noi guardiamo alla nostra interiorità», dice Schopenhauer, «ci troviamo sempre come volenti»; il volere ha ovviamente molteplici gradi di intensità, dal desiderio tenue e fugace fino alla più ardente passione. L'identità assoluta fra soggetto che vuole e soggetto che conosce, in virtù della quale il pronome singolare di prima persona "Io" include e designa entrambi, è dunque il nodo cosmico: una completa identità di ciò che conosce con ciò che è conosciuto come volente è data immediatamente.
Come dunque il correlato soggettivo della prima classe di rappresentazioni è l'intelletto, quello della seconda la Ragione, quello della terza la pura sensibilità, troviamo come quello di questa quarta il senso interno, o autocoscienza. Il volere è la più immediata di tutte le conoscenze, quella la cui immediatezza getta luce su tutte le altre: queste ultime sono a noi note solo per una via in fondo indiretta, mediata se vogliamo, qui dai sensi, là dalla ragione; noi vediamo bene cioè che questa causa produce quell'effetto, ma come possa in realtà farlo, questo non veniamo a saperlo: vediamo che gli effetti meccanici, fisici e chimici conseguono ogni volta dalle loro rispettive cause, ma la totalità del processo ci rimane oscura, col che noi giungiamo infine con l'attribuirla alle proprietà dei corpi, alle forze della natura, anche alla forza vitale, le quali sono poi mere qualitates occultae.
Nella sfera della Volontà il discorso cambia radicalmente: noi sappiamo cioè, in base a un'esperienza interna fatta in noi stessi, che quello è un atto di volontà provocato dal motivo; l'azione del motivo viene da noi conosciuta non solamente, come quella di tutte le altre, da fuori e quindi mediatamente, ma insieme da dentro, del tutto immediatamente. Ne scaturisce l'importante proposizione: la motivazione è la causalità vista dal di dentro. La Volontà obbliga dunque il soggetto conoscente a ripetere rappresentazioni che gli sono state presenti già una volta, e a rivolgere in genere l'attenzione a questo o a quello. È la Volontà dell'individuo che mette in moto tutto il meccanismo, in quanto, in conformità ai suoi scopi individuali, spinge l'intelletto a procurare alle sue rappresentazioni presenti altre che sono con le medesime logicamente o analogicamente affratellate, o hanno con esse vicinanza spazio-temporale. Scrive Schopenhauer in merito:
Tutto questo la Volontà svolge, per così dire, in incognito, silenziosamente e inavvertitamente; e ciò nonostante, ogni immagine che improvvisamente si presenta nella nostra fantasia, e anche ogni giudizio che non segue da una sua ragione prima presente, devono essere stati suscitati da un atto di volontà che ha un motivo, sebbene esso e poi l'atto che necessariamente ne consegue, causa la loro repentina affinità, spesso non vengano percepiti.